# Ніколаєнко Іван Андрійович
Іва́н Андрі́йович Нікола́єнко (28 січня 1944) — український радянський компартійний, державний, політичний і господарський діяч, депутат Верховної Ради України І скликання.

## Біографія
Народився 28 січня 1944 року в селі Мітлинці Гайсинського району Вінницької області в селянській родині. Українець. Член КПРС з 1967 року.
Трудову діяльність розпочав у 1960 році чорноробом, водієм у колгоспі імені К. Маркса села Мітлинці.
У 1963 році призваний на дійсну строкову службу до Збройних Сил СРСР.
З 1966 по 1971 роки навчався в Українській сільськогосподарській академії, по закінченні якої здобув спеціальність інженер-механік.
У 1971–1976 роках — головний інженер радгоспу «Чайка» Козелецького району Чернігівської області.
З 1976 року — головний інженер Фастівського райоб'єднання «Сільгосптехніка».
У 1979 році перейшов на компартійну роботу, завідувач відділу сільського господарства Фастівського міськкому КПУ.
У 1981–1983 роках — слухач Вищої партійної школи при ЦК КПУ.
Після закінчення ВПШ обіймав посади інструктора, завідувач сектору механізації та електрифікації сільського господарства Київського обкому КПУ.
З 1984 року — голова виконкому Миронівської райради, з 1985 року — перший секретар Миронівського райкому КПУ.
У 1992–1994 роках очолював управління сільського господарства і продовольства Київської облдержадміністрації.
У 1994–1998 роках — член виконкому Київської обласної ради, заступник керівника справами Верховної Ради України.

## Політична діяльність
У березні 1990 року обраний народним депутатом України 1(12)-го скликання по Миронівському виборчому округу № 222 (Київська область). Член комісії з питань державного суверенітету, міжреспубліканських і міжнаціональних відносин.
У 1998 році балотувався в народні депутати України по виборчому округу № 92 (Київська область), у ході передвиборчої компанії зняв свою кандидатуру.